# ホリデー快速ビューやまなし
ホリデー快速ビューやまなし（ホリデーかいそくビューやまなし）は、かつて東日本旅客鉄道（JR東日本）が新宿駅 - 小淵沢駅間を中央本線経由で運行していた臨時快速列車。ホリデー快速のひとつである。
なお、本項目ではお座敷山梨桃狩り号など、関東地方の各県と山梨県の国中地方を結んでいる臨時快速列車群についても取り扱う。

## 概要
215系は、もともと着席定員の増加を意図して導入された車両であったが、2階建て車両ゆえの好展望も利点であった。このため山梨方面への観光列車として本列車が設定された。
過去には千葉駅 - 新宿駅間を延長して設定されたことがあるほか、山梨側で松本駅や上諏訪駅まで延長した設定がされたこともあった。松本・上諏訪延長時は列車名を「しらかばこ号」に変更された。
なお、使用されている車両が耐寒耐雪構造でなく、冬季は車両故障の恐れがあるため、12月から2月までの間は運行されなかった。
2020年11月29日の運行を最後に設定が無くなり、翌2021年には使用車両である215系も全車廃車となった。

## 運行概況
主に、毎年3月から11月までの土曜・休日に1往復運行されていた。

### 停車駅
- 新宿駅 - 三鷹駅 - 立川駅 - 八王子駅 - 高尾駅 - 相模湖駅 - 大月駅 - 勝沼ぶどう郷駅 - 塩山駅 - 山梨市駅 - 石和温泉駅 - 甲府駅 - 韮崎駅 - 小淵沢駅
  - このほか、上野原駅、甲斐大和駅、竜王駅、塩崎駅、穴山駅に臨時停車する列車が設定されたこともあった。
  - 千葉駅へ延長運転の際は、千葉駅 - 津田沼駅 - 船橋駅 - 市川駅 - 錦糸町駅 - 新宿駅と停車した。

## 使用車両

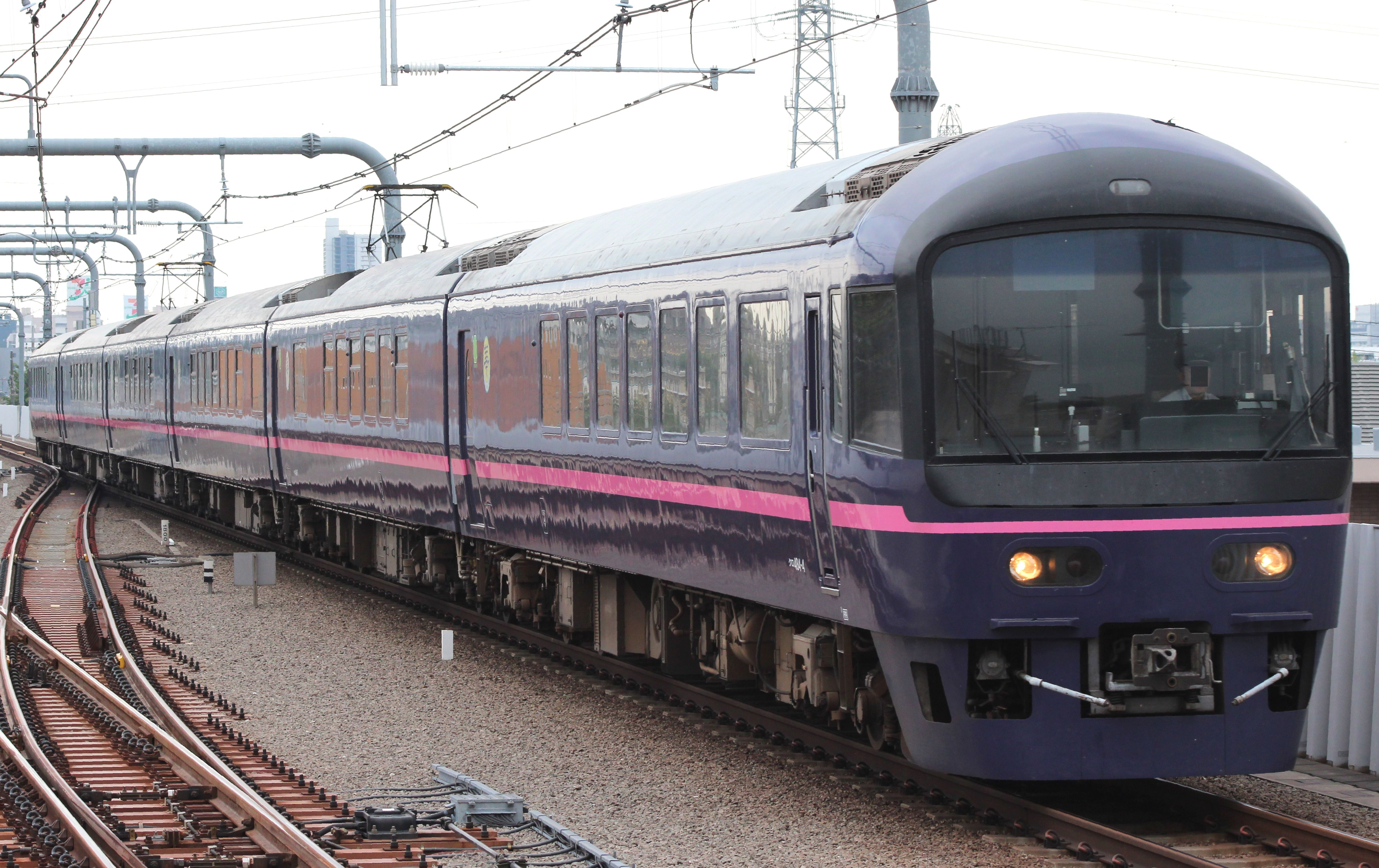
ジョイフルトレイン「華」

- 国府津車両センター配置の215系電車を使用していた。
- 10両編成で、号車順は他の中央東線の定期列車とは逆になっており、新宿方先頭車が10号車、小淵沢方先頭車が1号車である。

## 沿革
- 1993年（平成5年）：東京駅 - 小淵沢駅間で運転開始。
- 2002年（平成14年）：215系電車の湘南新宿ラインへの運用開始に伴い、東京発着から新宿発着に変更。
- 2007年（平成19年）：一部の日に千葉発着へ延長した列車を設定。
- 2020年（令和2年）- 新型コロナウイルス感染症（COVID-19）拡大の影響などにより、この年は運転日数を大幅縮小（9月19日より11月29日までの25日間）。
  - 11月29日 - この日を最後に設定がなくなり、運行終了となった[注釈 2]。

## お座敷山梨桃狩り号・お座敷桃狩り号

### 運行概況
- モモの収穫時期である7月ごろに運行されるが、季節によって「お座敷山梨さくらんぼ号・お座敷さくらんぼ号」（6月ごろ）、「お座敷山梨ぶどう狩り号・お座敷ぶどう狩り号」（9月ごろ）と名称が変わる。
- 東京側は千葉駅、大宮駅、川崎駅を始発・終着とし、山梨側の始発・終着は甲府駅で固定されている。
- 2022年6月18日に「お座敷やまなし満喫号」として、7月2日に「お座敷 新宿・甲斐国号」、7月27日に「お座敷 千葉・甲斐国号」、8月23日に「お座敷 大宮・甲斐国号」として運行された。

### 使用車両
- ジョイフルトレイン「華」が充当される。

- ジョイフルトレイン「華」

## お座敷桃源郷パノラマ号
お座敷桃源郷パノラマ号はJR東日本が千葉駅 - 小淵沢駅間で運行する臨時快速列車である。
2001年に運行開始し、2010年までは桃源郷パノラマ号という列車名だった。

### 運行概況
主に毎年4月第1・2・3週の土曜・休日に1往復運行された。
- 2013年までは首都圏側の発着駅が新宿駅となることがあった。
- 2012年までは山梨県側の発着駅が甲府駅であった。
- 2009年には夜に運行する「お座敷ナイトビュー桃源郷号」として運行された[3]。

### 使用車両
485系改造のジョイフルトレイン「華」が充当される。
2001年のみ165系の「パノラマエクスプレスアルプス」で運転された。

### 停車駅
- 千葉駅 - 津田沼駅 - 船橋駅 - 錦糸町駅 - 新宿駅 - 三鷹駅 - 立川駅 - 八王子駅 - 勝沼ぶどう郷駅 - 塩山駅 - 山梨市駅 - 石和温泉駅 - 甲府駅 - 韮崎駅 -（新府駅）-（穴山駅）- 小淵沢駅
  - 新府駅と穴山駅は下り列車のみ停車。

## 成田山初詣やまなし号
「成田山初詣やまなし号」はJR東日本が運行する臨時快速列車「成田山初詣号」のうちの一つで、成田駅 - 小淵沢駅間を運行していた。
2023年1月は、特急「早春成田山やまなし号」として運転されていたが、2024年1月には設定が無かった。

### 運行概況
- 主に、毎年1月の第1日曜日に1往復が運行されていた[5]。
- 2019年は1月の第2日曜日に1往復の運行となった[6]。

### 使用車両
- 大宮総合車両センター配置のE257系5000番台9両編成で運転されている。

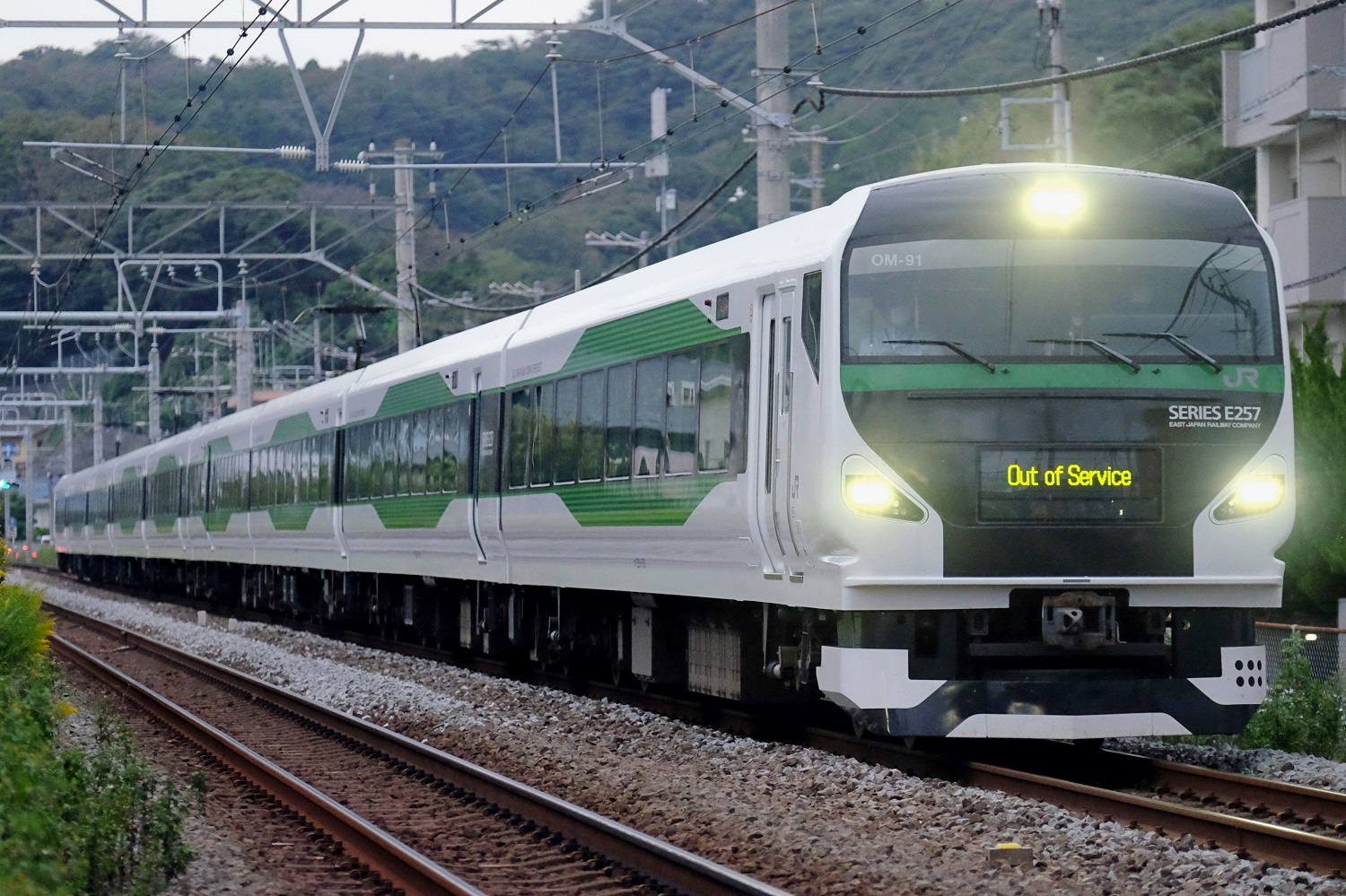
E257系5000番台

### 停車駅
- 成田駅 - 三鷹駅 - 国分寺駅 - 立川駅 - 八王子駅 - 高尾駅 - 上野原駅 - 大月駅 - 塩山駅 - 山梨市駅 - 石和温泉駅 - 甲府駅 - 竜王駅 - 韮崎駅 - 小淵沢駅
  - 成田駅と三鷹駅の間に停車駅は無い。